# Mariä Himmelfahrt (Fuchsstadt)

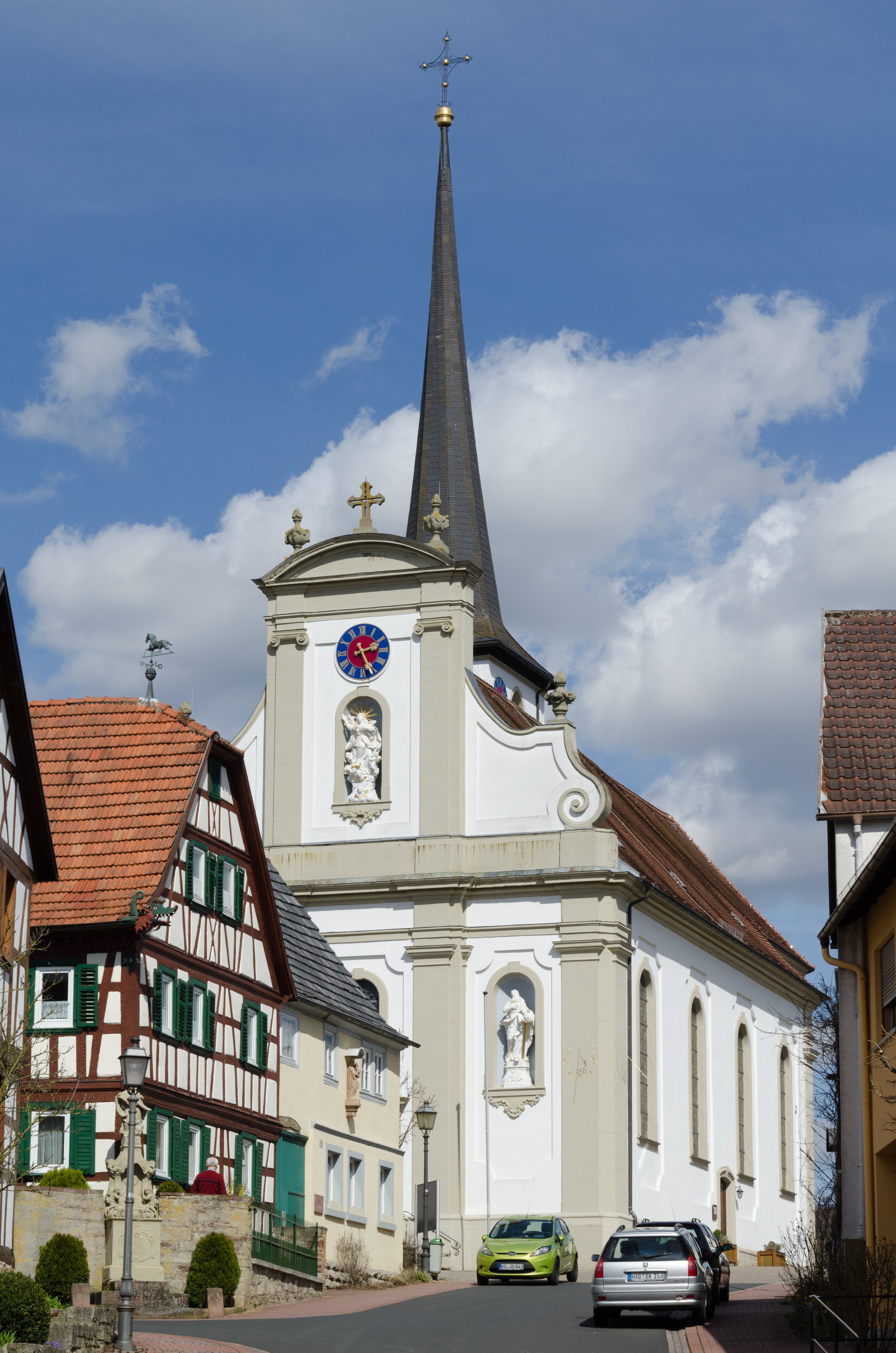
Die Mariä-Himmelfahrt-Kirche von Fuchsstadt.

Die römisch-katholische Kirche Mariä Himmelfahrt befindet sich in der unterfränkischen Gemeinde Fuchsstadt im bayerischen Landkreis Bad Kissingen.
Die Kirche gehört zu den Baudenkmälern von Fuchsstadt und ist unter der Nummer D-6-72-124-1 in der Bayerischen Denkmalliste registriert.

## Geschichte

### Vorgängerbauten
Ein erster Turmunterbau ist schon für das 13. Jahrhundert belegt. Die erste bekannte Nachricht über die Kirche selbst stammt aus dem Jahr 1404, als der Würzburger Domherr Diether von Bickenbach eine Frühmesse stiftete, die später im Jahr 1690 ein weiteres Mal erwähnt wurde.
Gegen Ende des 16. Jahrhunderts gab es mehrere Berichte über den schadhaften Zustand der Kirche, so dass Fürstbischof Julius Echter von Mespelbrunn 1600/01 einen praktisch kompletten Neubau in Auftrag gab. Für das Jahr 1608 ist ein Altarbild der Jungfrau Maria mit Jesuskind belegt. Der Hochaltar dieser Vorgängerkirche könnte sich in der mit Kreuzgewölbe ausgestatteten Seitenkapelle im Chor befunden haben.
Im Jahr 1661 bekam die Pfarrkirche eine silberne Monstranz als Geschenk vom Augustinerpater Johannes Hubmann, der im Jahr 1631 an der Würzburger Residenz durch die Schweden umgekommen war. Eine Platte am Fuße der Monstranz trägt eine Gravur mit dem Namen des Augustinerpaters.
Bereits im Jahr 1627 gab es die ersten Baumängel; zudem brannte die Kirche im Jahr 1633 im Dreißigjährigen Krieg nieder.
Über die Glocken der Vorgängerkirche der heutigen Mariä-Himmelfahrt-Kirche ist wenig bekannt. Belegt ist die Existenz der heute noch vorhandenen „Zwölferglocke“ (auch „Große“ genannt) für das Jahr 1729, die in Fuchsstadt gegossen wurde.

### Die heutige Mariä-Himmelfahrt-Kirche (Bau)

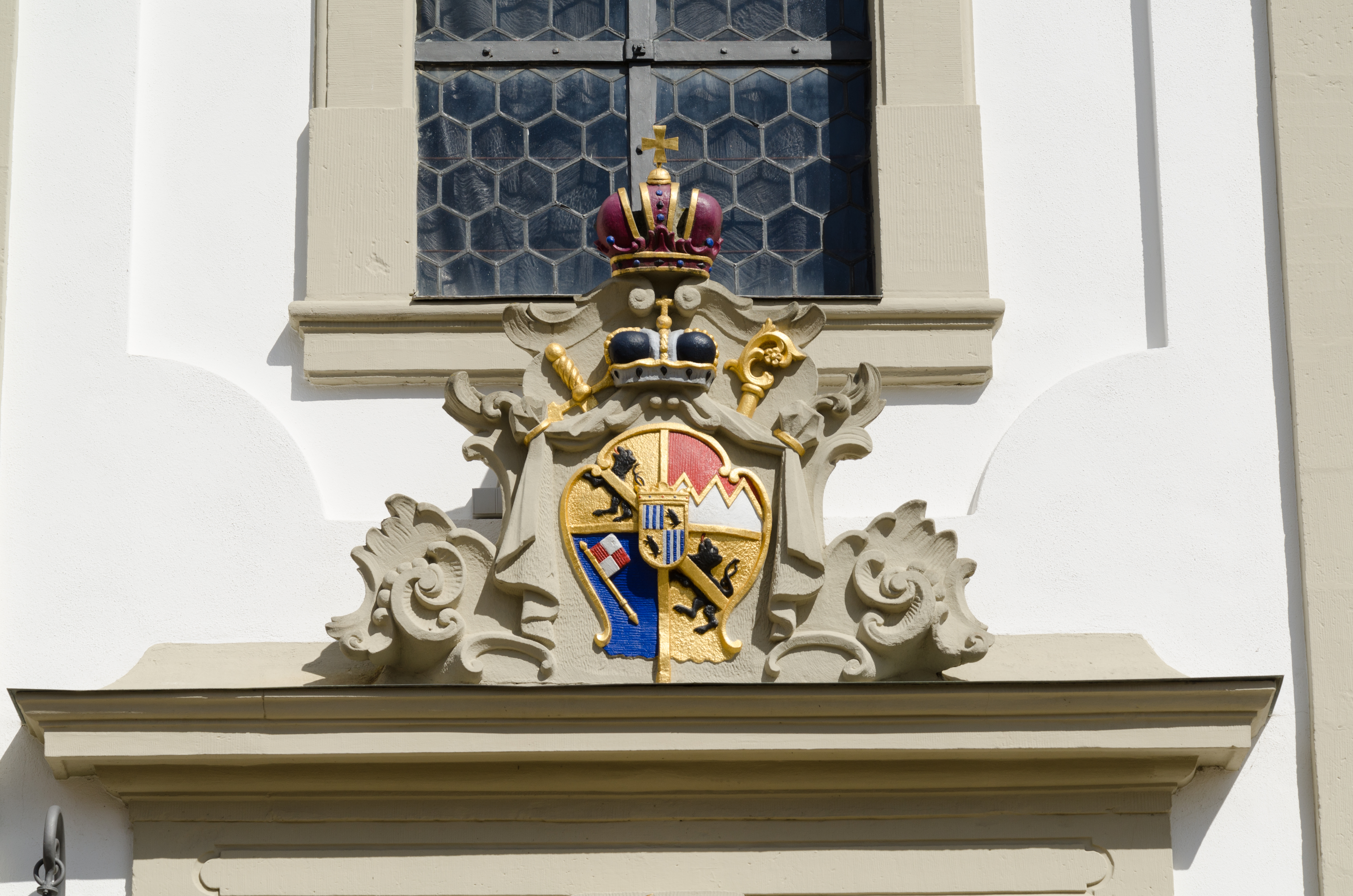
Wappen des Fürstbischofs Adam Friedrich von Seinsheim.

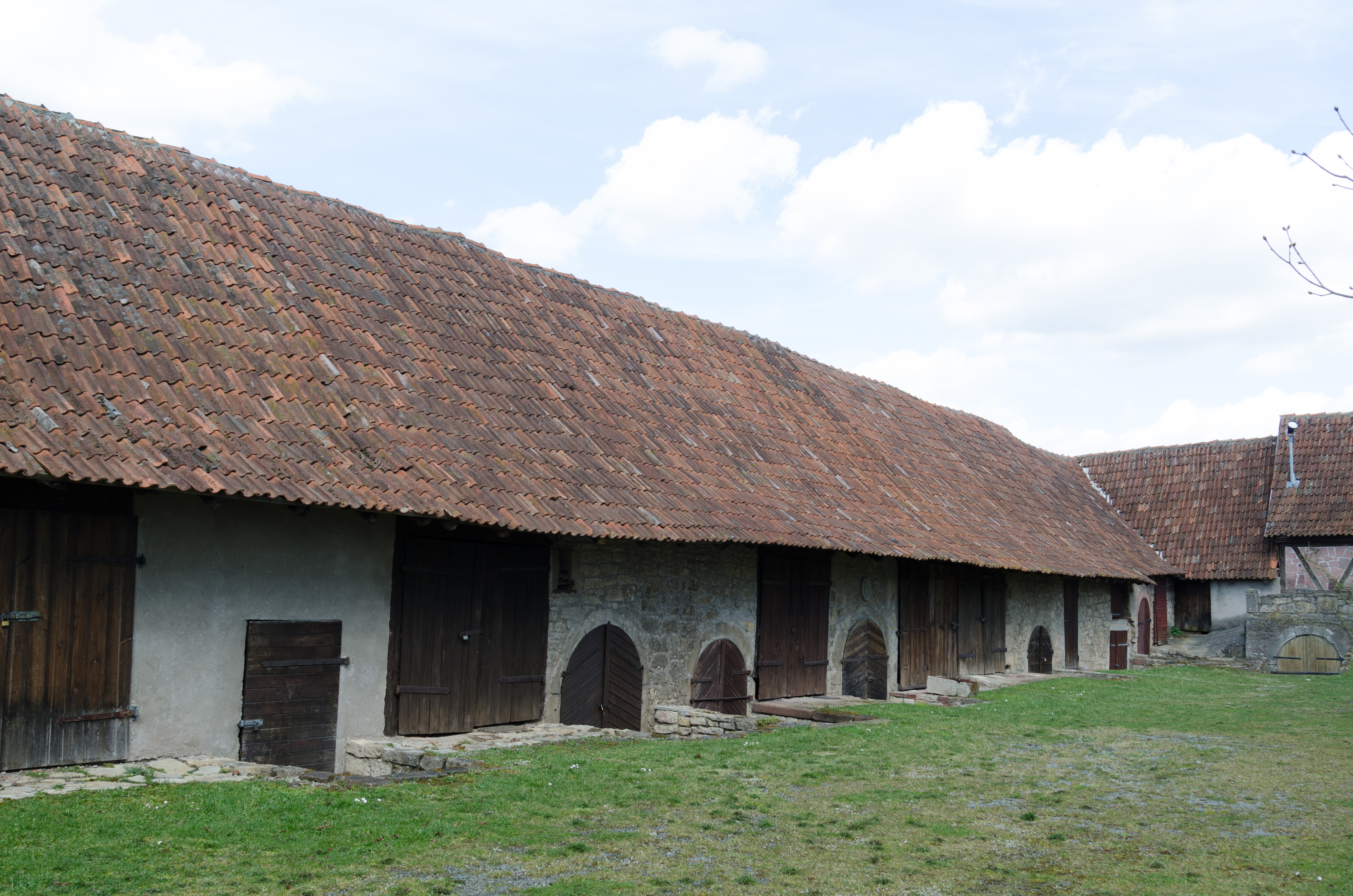
Kirchgaden.

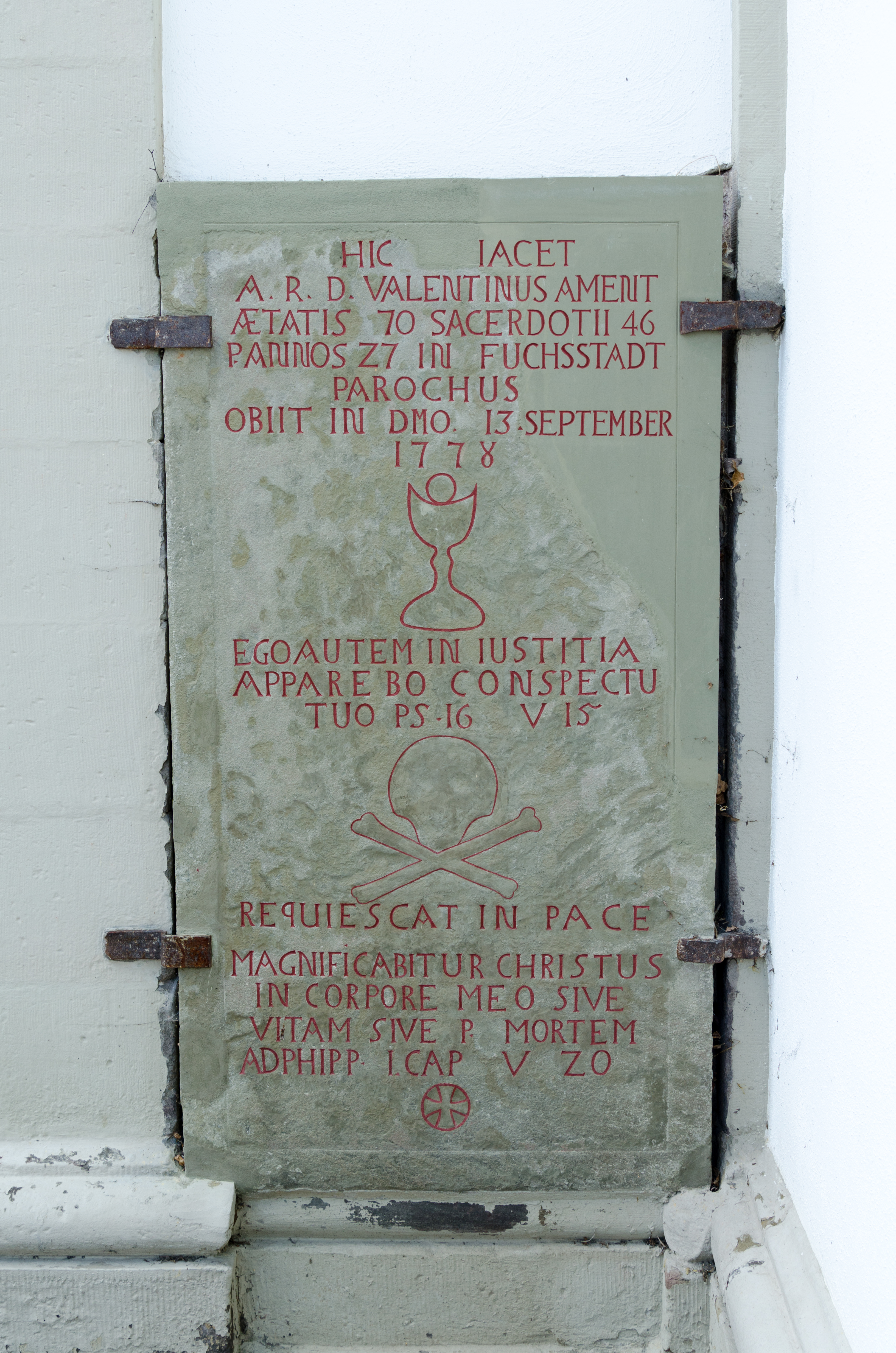
Epitaph von Pfarrer Johann Valentin Ament.

Von 1751 bis 1766 wurde fast der komplette ehemalige Kirchenbau – bis auf den Kirchturm – abgerissen und die heutige Mariä-Himmelfahrt-Kirche trotz widriger Umstände des Siebenjährigen Krieges in ihrer heutigen Form errichtet. Der Bauplan stammte vom Würzburger Johann Michael Fischer (1727–1788), einem Schüler von Balthasar Neumann. An den Bauarbeiten waren der Maurer Johannes Behmann aus Schrautenbach, die Steinhauer Conrad Katzenberger aus Egenhausen, Hans Jörg Spätz aus Machtilshausen (Kirchentürpfeiler) und Zimmermann Johann Georg Löffler aus Arnstein beteiligt.
Der Kirchturm an der Nordwestseite des Kirchenschiffs besteht aus reinem romanischen Unterbau aus dem 13. Jahrhundert und einem aufgesetzten Julius-Echter-Turm von 1588.
An der Außenfassade der Kirche befinden sich (in der Mittelnische des Obergeschosses) die Sandsteinfigur Mariä Himmelfahrt sowie in den Seitenfeldern die Sandsteinfiguren des Simon Petrus (links) und des hl. Paulus von Tarsus (rechts).
Über dem Stichbogenportal der aus heimischem grünlichen Sandstein erbauten Kirche befindet sich das Wappen des damaligen Fürstbischofs Adam Friedrich von Seinsheim. Der Schlussstein über dem Portal gibt als Chronogramm in einem von Pfarrer Johann Valentin Ament, dem Bauherrn der Kirche, verfassten Distichon „1766“ als Jahreszahl der Grundsteinlegung (30. April 1766) an.
Die die Kirche umrahmenden, ehemaligen Gaden stehen möglicherweise auf den Grundresten einer ehemaligen Wehranlage, womit die Vorgängerkirche der heutigen Mariä-Himmelfahrt-Kirche eine Wehrkirche gewesen wäre. An der Ostseite der Gaden steht in direkter Nähe das Epitaph von Pfarrer Johann Valentin Ament (1751–1778).
Im Rahmen einer Nachbesserung des Kirchturms am 18. November 1765 wurde eine Urkunde als Zeitkapsel eingelassen, die die Zeit von 1751 bis 1765 schilderte.

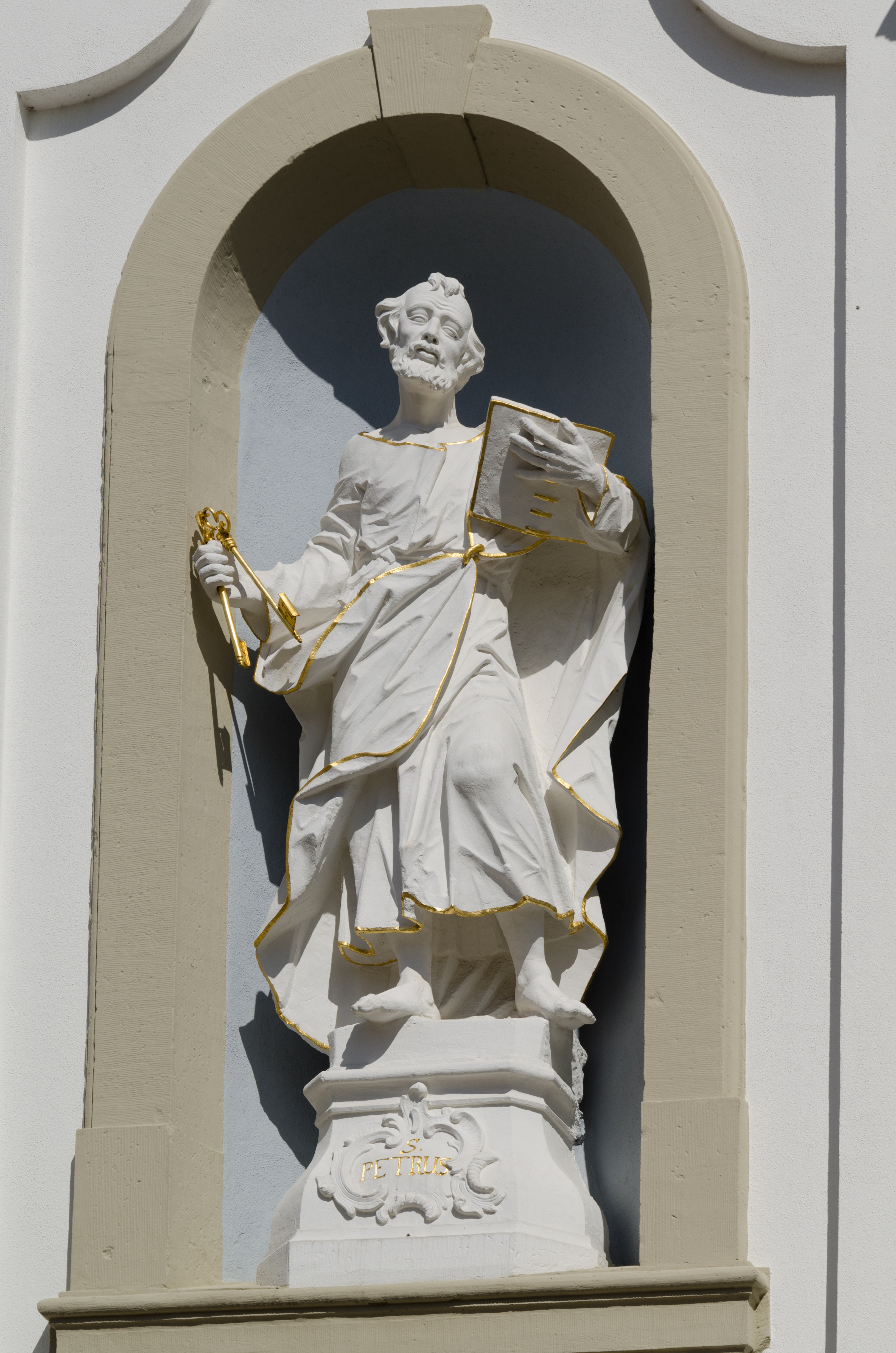
Figur des hl. Simon Petrus, Außenfassade (links).
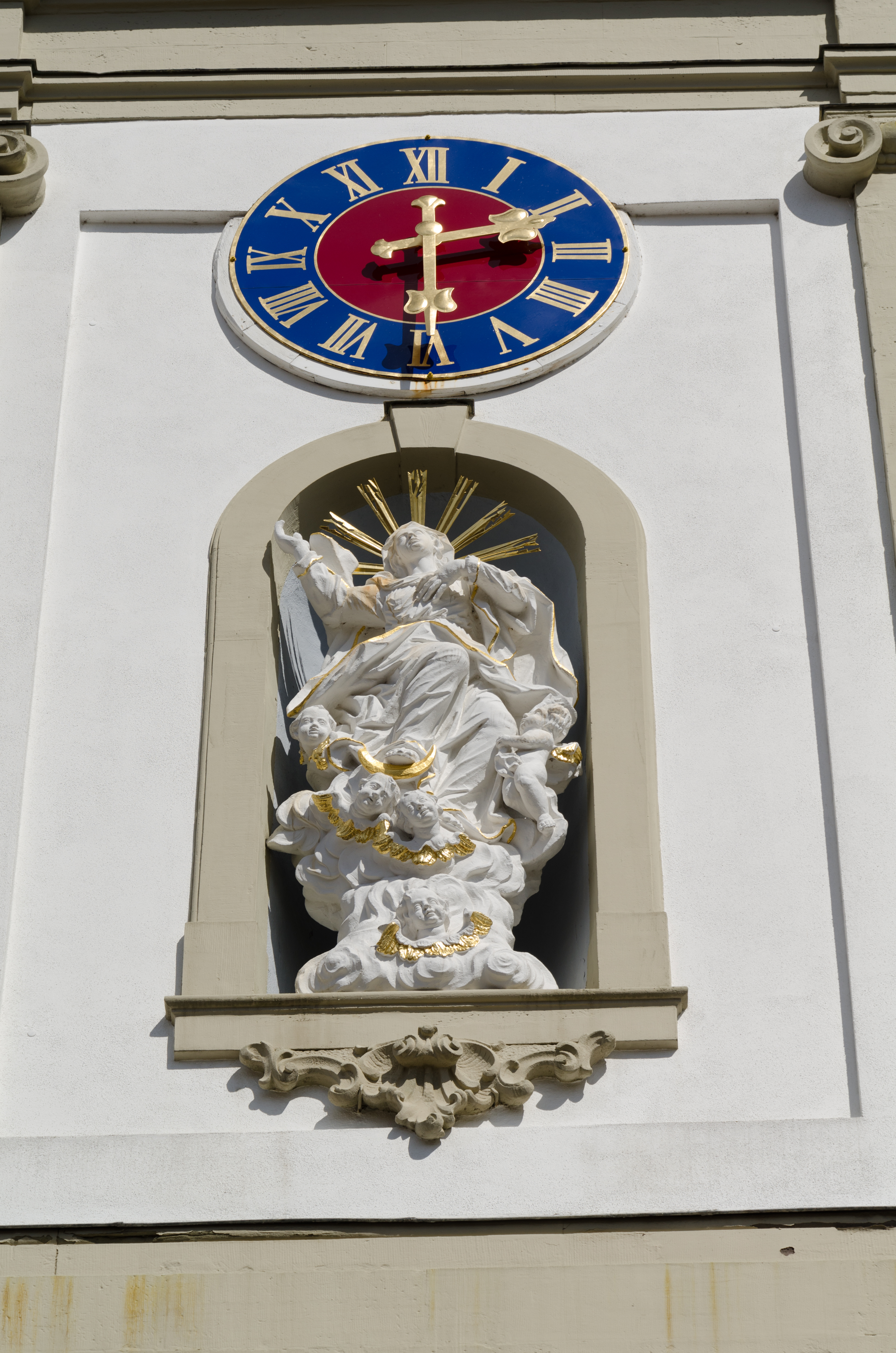
Mariä-Himmelfahrt-Figur, Außenfassade (Mitte).
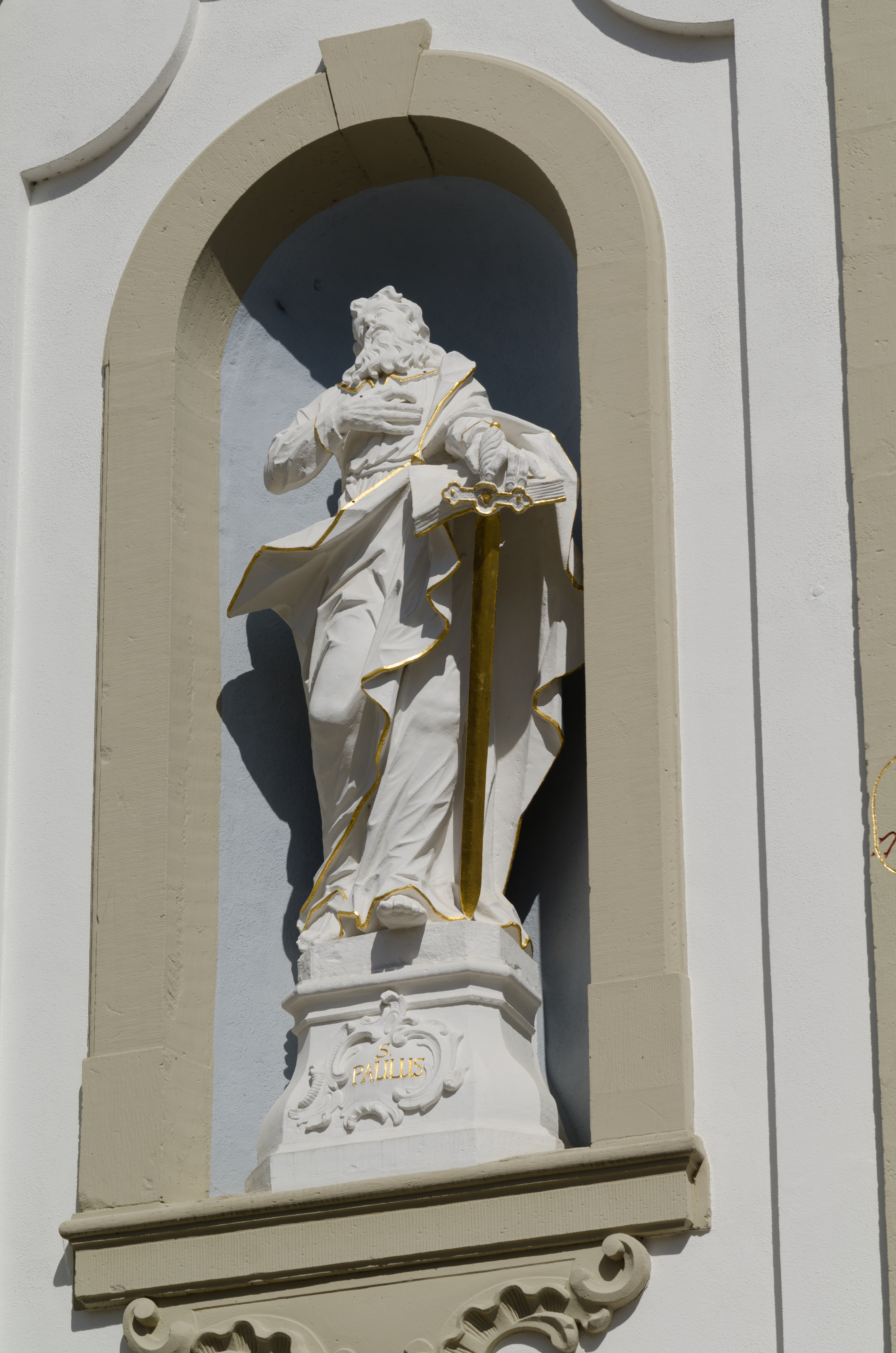
Figur des hl. Paulus von Tarsus, Außenfassade (rechts).

### Die heutige Mariä-Himmelfahrt-Kirche (Innenausstattung)
Während der Bauphase kam es zum Streit um die Innenausstattung der Kirche. Als Pfarrer Johann Valentin Ament feststellte, dass die von Materno Bossi angefertigten Bildnisse für den Altar zu klein geraten waren, befürchtete er, Fuchsstadt könne in der näheren Umgebung zum Gespött werden. Doch es blieb bei Bossis Planung, und Pfarrer Ament benedizierte am 30. April 1766 den Grundstein der Kirche.
Materno Bossi konzipierte den Hochaltar gemeinsam mit den Seitenaltären als zusammenhängende Gruppe. An den Säulen befinden sich die Seitenfiguren des hl. Johannes Nepomuk und des hl. Aquilin sowie über den Durchgängen die Seitenfiguren des hl. Johannes des Täufers und des hl. Judas Thaddäus. Johann Baptist Talhofer malte das ursprüngliche Hochaltarbild, das später jedoch „ganz unkenntlich geworden war“. Im Jahr 1825 schuf der Maler Karl Eberlin für 70 Gulden ein neues Hochaltarbild „Mariä Himmelfahrt“. Das heutige Hochaltarblatt schuf der Maler und Königl. Professor Georg Josef Bernhard Schäfer 1896 unter Pfarrer Otto Büttner. Der Tabernakel des Hochaltars stammt aus dem Jahr 1950.
Die beiden 1770 errichteten Seitenaltäre sind der hl. Anna (der Mutter Mariens) sowie dem hl. Josef von Nazaret geweiht. Der St.-Anna-Altar hat als Seitenfiguren den hl. Bonifatius (links) und dem hl. Burkard, dem ersten Bischof von Würzburg (rechts). Die Seitenfiguren des St.-Josef-Altars sind der hl. Sebastian (links) und der hl. Wendelin (rechts).
Ebenfalls von Materno Bossi stammen die Verzierungen an den Wänden des saalartigen Innenraumes. Die Ausführung der Verzierungen war jedoch nicht durch Bossis Fähigkeiten, sondern eher durch die finanziellen Möglichkeiten der Gemeinde Fuchsstadt eingeschränkt. Lediglich die großen Fenster verfügen über ein schlichtes Profil und geflügelte Engelsköpfchen. Johann Baptist Talhofer, der Maler des ursprünglichen Hochaltarbildes, malte einige Bildkartuschen wie zum Beispiel die Geburt Christi (über dem linken Eingang) und die Flucht nach Ägypten (über dem rechten Eingang). In der Mitte der Decke befindet sich das Auge Gottes im Strahlenglanz mit Puttenköpfen.
Möglicherweise ebenfalls von Materno Bossi stammt die barocke Prozessions- oder Tragmadonna an der Ostseite des Langhauses. Die auf einer Konsole stehende Holzfigur von Papst Urban I. wurde vom Hammelburger Josef Ruppert angefertigt; sie soll an Fuchsstadts ehemaligen Status als Weinort erinnern.
Mit ihrer Erbauung im Jahr 1766 bekam die Kirche eine neue Orgel, wie die von der Gemeinde an Daniel Suckfull aus Euerdorf ausgestellte Rechnung über 35 Gulden für ein neues Orgelprospekt beweist. Im Jahr 1966 wurde das heutige Orgelwerk von der Werkstatt Gustav Weiß aus Zellingen eingesetzt.
In den Jahren 1764 bis 1766 entstand der von Johann Peter Herrlein gemalte Kreuzweg der Kirche, den der Rhöner Heimatforscher Pfarrer Johann Pfeufer im Jahr 1970 als unerreicht in seiner inneren Ausdruckskraft beschrieb. Die Kreuzwegstationen wurden im Jahr 1884 von P. Liborius Leuninger vom Hammelburger Kloster Altstadt geweiht.
Die Kanzel entstand im Jahr 1770 und trägt am geschweiften Korb die Figuren der Evangelisten Markus mit seinem Symbol, dem Löwen, Johannes mit seinem Symbol, dem Adler, und Matthäus mit seinem Symbol, dem Engelskopf. Der Engelskopf fiel im Jahr 1972 einem Diebstahl zum Opfer. An der Treppe der Kanzel befindet sich die Figur des Evangelisten Lukas mit seinem Symbol, dem Stier.

### 19. Jahrhundert
Im Jahr 1804/05 wurde eine silberne und vergoldete Monstranz für 261 Gulden angeschafft, doch der Plan der Kirchengemeinde, eine Anzahlung in Form der silbernen, aus dem Jahr 1661 stammenden Monstranz zu leisten, scheiterte.
Im Jahr 1830 wurde die „Große“ oder „Zwölferglocke“ genannte Glocke um drei weitere Bronzeglocken ergänzt. Von diesen drei zusätzlichen Glocken ist lediglich von der „Kleng“ bekannt, wo sie gegossen wurde (Karlstadt). Die beiden anderen Glocken, die „Männerglocke“ und die „Elferglocke“, wurden im Jahr 1890 von der Gemeinde durch zwei neue Glocken ersetzt.
Eine erste größere Restauration erfolgte im Jahr 1878 unter dem Kitzinger Maler und Vergolder Arnold Deichmann. Eine weitere Restaurierung im Jahr 1903 übernahm der Fuldaer Kirchenmaler Carl Schmaus, der in diesem Zusammenhang auch Johann Peter Herrleins Kreuzwegstationsbilder auf frische Leinwand aufzog und fachgerecht restaurierte, die fehlenden Schnitzereien ergänzte sowie die Rahmen farblich erneuerte. Im Jahr 1924 wurde die Sakristei angebaut.

### 20. Jahrhundert
Während des Ersten Weltkrieges sollten drei der vier Glocken (außer der „Kleng“) der Fuchsstädter Kirche zur Einschmelzung abgeliefert werden. Pfarrverweser Stößel rettete jedoch die beiden größten Glocken, die „Zwölferglocke“ und die „Muttergottesglocke“, durch ein Gutachten des kgl. Generalkonservators vor der Einschmelzung, stattdessen mussten die „Elferglocke“ und die „Kleng“ abgeliefert werden. Im Jahr 1917 wurde eine Stahlgussglocke bei der Fa. J. F. Weule in Bockenem beschafft, die als dritte Glocke die beiden abgelieferten Glocken ersetzte. Diese Glocke trägt als Inschrift lediglich die Jahreszahl „1917“.
Am 6. September 1925 beschloss der Gemeinderat, als Ersatz für die beiden abgelieferten Glocken zwei weitere Glocken anzuschaffen. Am 14. Februar 1926 wurden die „Friedensglocke“ und die „Taufglocke“ von der Gießerei Klaus aus Heidingsfeld zum Preis von 3047 Reichsmark geliefert und auf dem Kirchplatz unter großer Anteilnahme der Ortsbevölkerung von Pfarrer Josef Wiesen in Empfang genommen. Die Friedensglocke hatte die Inschrift „ET IN TERRA PAX HOMINIBUS“ (deutsch: Und Friede den Menschen auf Erden) und war mit dem Bild des hl. Josef geschmückt. Die während des Krieges angeschaffte Stahlgussglocke der Fa. Weule wurde in diesem Zusammenhang wieder vom Turm genommen und 1935 beim Bau der Fuchsstädter Kohlenbergkapelle dorthin verbracht, wo sie seither als „Kobarchsglöckle“ bekannt ist.
Durch Pfarrer Josef Wiesen wurde der Würzburger Bildhauer Heinz Schiestl mit der Erstellung eines zweiten Kreuzweges in Holz beauftragt. Heinz Schiestl konnte jedoch nur die ersten fünf Stationen vollenden, die sich auf der Empore (die 1. und die 4. Station) und in der Seitenkapelle im Westteil des Chores (die 2., die 3. und die 5. Station) befinden. Ebenfalls in der Seitenkapelle, in der der Hochaltar der Kirche von 1588 gestanden hatte, befindet sich das Bild eines sterbenden, zu seiner Heimatkirche blickenden Kriegers. Das Bild wurde vom Münchner Professor Peter Hirsch, einem Freund von Pfarrer Josef Wiesen, für die Krieger-Gedächtnisstätte des Ersten Weltkrieges angefertigt und wird durch eine von Josef Spiegel geschaffene Pietà ergänzt.
Auch während des Zweiten Weltkrieges mussten Glocken zur Einschmelzung abgeliefert werden; lediglich die kleinste Glocke von 1926 blieb verschont. Während die „Muttergottesglocke“ von 1890 und die „Friedensglocke“ von 1926 eingeschmolzen wurden, kehrte die „Zwölferglocke“ (Große Glocke) im Jahr 1948 in die Mariä-Himmelfahrt-Kirche zurück. Im Jahr 1949 wurden zwei neue Glocken als Ersatz angeschafft und am 11. November desselben Jahres von der Gießerei Lorenz Klaus, Nachf. Karl Czudnochowsky geliefert.
Im Jahr 1956 wurde eine elektromotorische Glockenläutanlage installiert.

### Geläut
Die vier Glocken ergeben das „Salve Regina“-Motiv.
| Nr. | Name         | Schlagton | Inschrift                                                                                        | Gussjahr | Glockengießer        | Gewicht | Durchmesser  |
| --- | ------------ | --------- | ------------------------------------------------------------------------------------------------ | -------- | -------------------- | ------- | ------------ |
| 1   | Große Glocke | es′       | De profundis clamavi ad te dominum exaudi vocem meam ps. xxix v. I (mit Namen des Pfarrers usw.) | 1729     | Johann Adam Roth     | 1100 kg | 125 cm       |
| 2   | Männerglocke | g′        | Ich rufe die Männer                                                                              | 1949     | Lorenz Klaus s. oben | 682 kg  | keine Angabe |
| 3   | Marienglocke | b′        | Ave Maria                                                                                        | 1949     | Lorenz Klaus s. oben | 347 kg  | keine Angabe |
| 4   | Taufglocke   | c″        | Gloria in excelsis deo                                                                           | 1926     | Gebr. Klaus          | 303 kg  | 77 cm        |